# Parada Rodoviária
A Parada Rodoviária é uma das estações do VLT Carioca, situada no Rio de Janeiro. Na Linha 1, no sentido Santos Dumont, está entre o Terminal Intermodal Gentileza e a Parada Equador e, no sentido contrário, entre a Parada Cordeiro da Graça e o Terminal Intermodal Gentileza. Já na Linha 2, no sentido Praia Formosa–Praça XV, está entre a Parada Praia Formosa e a Parada Equador e, pelo sentido contrário, entre a Parada Cordeiro da Graça e a Parada Praia Formosa.
Foi inaugurada em 12 de julho de 2016. Localiza-se na via Binário do Porto, ao lado da Rodoviária Novo Rio. Atende o bairro de Santo Cristo.